# 霍斯特·赫克
霍斯特·赫克（德語：Horst Hoeck，1904年5月19日—1969年4月12日），德国男子赛艇运动员。他曾代表德国参加1928年和1932年夏季奥林匹克运动会赛艇比赛，其中1932年奥运会获得一枚金牌。